# هوغانز آلاي
هوغانز آلاي (بالإنجليزية: Hogan's Alley)‏ (باليابانية: ホーガンズアレイ) ، هي لعبة إلكترونية من نوع التصويب، صدرت عام 1984م، وتعمل أنظمة التشغيل على آركيد ونظام نينتندو انترتنمنت سيستم.

## طريقة اللعبة
توجد 3 خيارات للعبة وتعد الأقوى للعبة التصويب الكلاسيكية في القرن العشرين، فالخيار الأول يجب قتل المطلوبين المسلحين ومن ذوي ملامح الوجه المرعبة، بالإضافة للحذر من قتل المدنيين والتي تشمل رجل الشرطة الأمريكي ورجل مسن والأم، بينما الخيار الثاني تذهب إلى الشارع لقتل المسلحين عبر مسدس التصويب، والخيار الثالث هي اطلاق النار على العلب الفارغة.

## وصلة خارجية
- Hogan's Alley على موقع القائمة القاتلة لألعاب الفيديو
- Hogan's Alley على موبي غيمز
- Hogan's Alley at NinDB